# Řád za zásluhy v zemědělství (Senegal)
Řád za zásluhy v zemědělství (francouzsky: Ordre du Mérite agricole) je státní vyznamenání Senegalské republiky založené roku 1982.

## Historie
Řád byl založen zákonem č. 82-600 ze dne 7. srpna 1982.

## Insignie
Řádový odznak má kulatý tvar. Na medaili je vyobrazena hnědě smaltovaná hlava krávy, zeleno-hnědě smaltovaný strom a modře smaltované vlny symbolizující oceán.
Stuha je světle modrá s kaštanově hnědým pruhem uprostřed a se zelenými pruhy lemujícími oba okraje.

## Třídy
Řád je udílen ve třech řádných třídách:

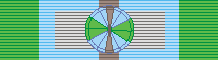
komtur
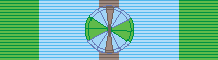
důstojník
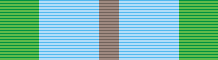
rytíř

- komtur
- důstojník
- rytíř